# وزارة الخارجية (اليمن)
وزارة الخارجية اليمنية هي جهاز الدولة الرئيسي المسؤول عن إقامة وتطوير وتعزيز علاقات الجمهورية اليمنية بالدول الشقيقة والصديقة والمنظمات والهيئات الإقليمية والدولية ولها في سبيل ذلك اقتراح وتنفيذ سياسة الدولة الخاصة بالعلاقات العربية والدولية والهيئات والمنظمات الدولية والإقليمية وتسهم في المحافظة على أمن البلاد وسلامتها وحماية مصالحها وذلك استناداً إلى أحكام الدستور والقانون والسياسة العامة للدولة.

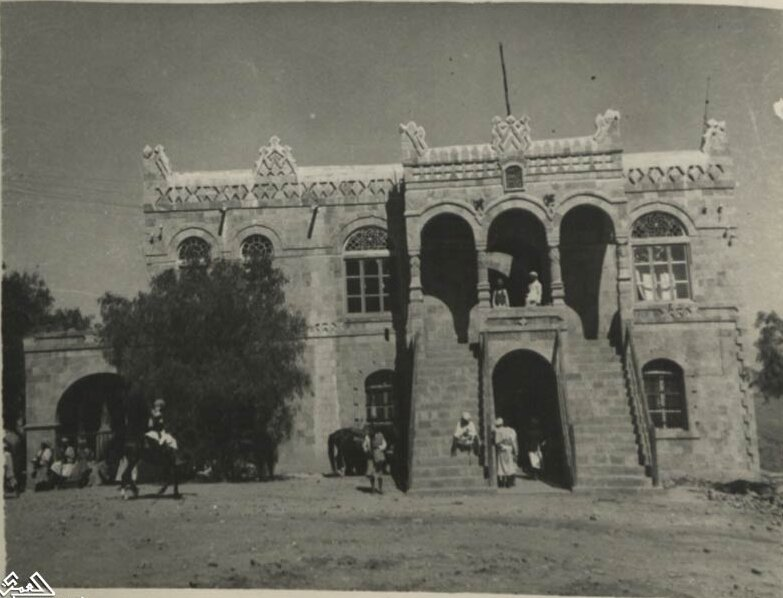
مبنى وزارة الخارجية في تعز عام 1952

## الوزير
الوزير الحالي هو شايع محسن الزنداني وزير الخارجية وشؤون المغتربين منذ 26 مارس 2024، وكان الزنداني يشغل منصب سفير اليمن لدى المملكة العربية السعودية قبل تعيينه وزيراً للخارجية.

### الوزراء السابقون
| م  | الصورة | الاسم                 | الفترة                          |
| -- | ------ | --------------------- | ------------------------------- |
| 1  |        | عبد الكريم الإرياني   | 24 مايو 1990 – 29 مايو 1993     |
| 2  |        | محمد باسندوة          | 30 مايو 1993 – 10 مايو 1994     |
| 3  |        | عبد الكريم الإرياني   | 5 أكتوبر 1994 – 15 مايو 1998    |
| 4  |        | عبد القادر باجمال     | 16 مايو 1998 – 4 أبريل 2001     |
| 5  |        | أبو بكر القربي        | 4 أبريل 2001 – 11 يونيو 2014    |
| 6  |        | جمال عبد الله السلال  | 11 يونيو 2014 – 7 نوفمبر 2014   |
| 7  |        | عبد الله محمد الصايدي | 7 نوفمبر 2014 – 22 يناير 2015   |
| 8  |        | رياض ياسين عبدالله    | 21 مارس 2015 – 1 ديسمبر 2015    |
| 9  |        | عبد الملك المخلافي    | 1 ديسمبر 2015 – 23 مايو 2018    |
| 10 |        | خالد اليماني          | 23 مايو 2018 – 19 سبتمبر 2019   |
| 11 |        | محمد عبد الله الحضرمي | 19 سبتمبر 2019 – 18 ديسمبر 2020 |
| 12 |        | أحمد عوض بن مبارك     | 18 ديسمبر 2020 - 26 مارس 2024   |
| 13 |        | شايع محسن الزنداني    | 26 مارس 2024 - حتى الآن         |

## مهام الوزارة
تتولى على وجه الخصوص ممارسة المهام التالية:
- اقتراح وتنفيذ السياسة الخارجية.
- الإشراف على العلاقات الخارجية (سياسية - قانونية - اقتصادية - ثقافية - إعلامية - فنية - تجارية - عسكرية - اجتماعية) مع البلدان العربية والإسلامية والأجنبية والمنظمات الدولية والإقليمية بالتنسيق والإشراف مع الوزارات والجهات الأخرى ذات العلاقة.
- دراسة وتحليل الأوضاع السياسية المختلفة بسياسة الدول الأخرى ومدى تأثيراتها الآنية والمستقبلية على سياسة الدولة ومتابعة تطوراتها وتقييمها في ضوء السياسة الخارجية للدولة
- المشاركة والتنسيق مع الأجهزة الرسمية ذات العلاقة في وضع الترتيبات المتعلقة بأمن الجمهورية وسلامتها.
- التنسيق والمشاركة مع الجهات ذات العلاقة في المسائل المتصلة بقضايا الحدود.
- جمع البيانات والمعلومات المتصلة بسياسة الدولة الخارجية من الوزارات والمصالح والجهات ذات العلاقة وتزويدها بما يهما من بيانات أو معلومات أو أبحاث من تقارير وغيرها مما له صلة بعلاقات الجمهورية الخارجية.
- تنظيم تبادل التمثيل الدبلوماسي والقنصلي مع الدول العربية والإسلامية والأجنبية والإشراف على أعمال البعثات التمثيلية للجمهورية لدى الدول المعتمدة لديها ولدى الهيئات والمنظمات الإقليمية والدولية.
- تمثيل الجمهورية في المؤتمرات والاجتماعات والندوات الإقليمية والدولية والمشاركة في الوفود ذات الصلة بالعلاقات الثنائية والإقليمية والدولية.
- رعاية المصالح اليمنية وقضايا المغتربين اليمنيين طبقا للاتفاقيات والمعاهدات والأعراف الدولية وفقا للتشريعات الوطنية للدول والتشريعات النافذة في الجمهورية وذلك بالتنسيق مع الجهات المعنية.
- الاشتراك مع الأجهزة الرسمية المختصة في المباحثات والمفاوضات المتعلقة بعقد وإبرام أو تفسير أو نقض المعاهدات والاتفاقيات الثنائية والمتعددة الأطراف والإقليمية والدولية ومتابعة جميع الإجراءات الدستورية للتصديق عليها ومتابعة تطبيقها بالاشتراك مع الجهات ذات العلاقة.
- تولي شئون المراسم طبقا للاختصاصات والقواعد الصادرة بذلك.
- إجراء الاتصالات الرسمية مع الحكومات العربية والإسلامية والأجنبية عن طريق بعثاتها التمثيلية المعتمدة في الجمهورية أو بواسطة البعثات التمثيلية اليمنية وكذا تنظيم الاتصالات بين الجهات الرسمية في الجمهورية وبين الجهات الأجنبية في الداخل والخارج في كل ما له صلة بعلاقات الجمهورية طبقاً للفقرة (ب).
- إصدار وتجديد وإلغاء جوازات السفر الدبلوماسية والخاصة والمهمة وفقاً للقانون المنظم لذلك.
- حفظ صور لكافة الاتفاقيات والمعاهدات والبروتوكولات والوثائق الرسمية التي تبرم بين الجمهورية وجميع الدول والمنظمات والهيئات الإقليمية والدولة.
- التوسط في الأمور القضائية في العلاقات الدولية كاسترداد المجرمين وغيرها من القضايا ذات الصلة بالعلاقات الخارجية.
- منح الأوسمة للأجانب واليمنيين وإبداء الرأي بشان السماح لليمنيين فيما يتصل بحمل الأوسمة العربية والإسلامية والأجنبية طبقا للقانون المنظم لذلك.
- إعداد وتنمية الكادر الدبلوماسي والقنصلي ورفع مستواه العلمي والفني.
- تنظيم سفر الوفود اليمنية الرسمية إلى الخارج وفقا للقواعد المقرة من قبل مجلس الوزراء.
- القيام بأعمال جمع الوثائق وتبادل المعلومات والبيانات المتعلقة بمهام واختصاصات الوزارة.
- أية مهام واختصاصات أخرى تنص عليها التشريعات النافذة.

## الهيكل التنظيمي
يتكون الهيكل العام للوزارة من ديوانها العام وبعثاتها التمثيلية ومكاتبها وإداراتها في أمانة العاصمة ومحافظات الجمهورية.
- يتبع الوزير مباشرة ما يلي:

(مكتب الوزير - مجلس الوزارة - دائرة الشئون القانونية والمعاهدات - دائرة الحدود - دائرة المراسيم - دائرة التوثيق والمعلومات - الإدارة العامة للتخطيط والبحوث)
- يتكون البناء التنظيمي للوزارة من:
  - أولا : قطاع الشئون السياسية : ويتكون من الوحدات الجغرافية والتخصصية التالية:

أ- الدوائر الجغرافية :
(دائرة الوطن العربي - دائرة آسيا وأستراليا - دائرة أفريقيا (وتشمل دول القرن الأفريقي العربية) - دائرة أوروبا - دائرة الأمريكيتين).
ب- الدائرة التخصصية التالية:
(دائرة المنظمات الدولية والمؤتمرات - الدائرة الإعلامية - الدائرة الثقافية)
- - ثانيا: قطاع الشئون المالية والإدارية:

1. الإدارة العامة للشئون المالية والإدارية
2. دائرة الشئون القنصلية والمغتربين.

- يرأس كل قطاع وكيل وزارة بدرجة سفير يتم اختياره من الكادر الدبلوماسي ويتم تعيينه بقرار جمهوري بناءً على ترشيح وزير الخارجية وبعد موافقة مجلس الوزراء
- يرأس كل من الدوائر والإدارات العامة أحد موظفي السلك الدبلوماسي بدرالعامة.أو وزير مفوض ويصدر بتعيينه قرار من وزير الخارجية .
- يصدر بقرار من الوزير التقسيمات التنظيمية الفرعية للدوائر الإدارات العامة.
- يحدد المستوى التنظيمي لمكتب الوزير بدائرة ويصدر بتحديد اختصاصاته قرارا من الوزير